# Большой Яурлан
Большой Яурлан — пресноводное озеро на территории Кестеньгского сельского поселения Лоухского района Республики Карелии.

## Общие сведения
Площадь озера — 3,3 км², площадь водосборного бассейна — 18 км². Располагается на высоте 93,4 метров над уровнем моря.
Форма озера лопастная, продолговатая: оно почти на четыре километра вытянуто с северо-запада на юго-восток. Берега изрезанные, каменисто-песчаные, преимущественно возвышенные, скалистые.
С северной стороны озера вытекает река Яурланйоки, впадающая в Сушозеро, через которое протекает река Ковда, впадающая, в свою очередь, в Белое море.
В озере расположено не менее семи безымянных островов различной площади, рассредоточенных по всей площади водоёма.
К западу от озера проходит автодорога местного значения.
Код объекта в государственном водном реестре — 02020000511102000001021.